# Deathmatch (серия комиксов)
Deathmatch — ограниченная серия комиксов, состоящая из 12 выпусков, которую в 2012—2013 годах издавала компания Image Comics.

## Синопсис
Суперзлодей похищает 32 супергероя и заставляет их биться между собой, пока не останется 1 выживший.

### Выпуски
| №  | Дата выхода     | Оценка на Comic Book Roundup   | Предполагаемый объём продаж (первый месяц) |
| -- | --------------- | ------------------------------ | ------------------------------------------ |
| 1  | 26 декабря 2012 | 7,7 из 10 на основе 8 рецензий | 30 946, позиция в Северной Америке — 69    |
| 2  | 30 января 2013  | 8,2 из 10 на основе 5 рецензий | 9 315, позиция в Северной Америке — 184    |
| 3  | 27 февраля 2013 | 7,4 из 10 на основе 6 рецензий | 6 490, позиция в Северной Америке — 235    |
| 4  | 20 марта 2013   | 8 из 10 на основе 1 рецензии   | 5 978, позиция в Северной Америке — 245    |
| 5  | 24 апреля 2013  | 8,4 из 10 на основе 4 рецензий | 5 222, позиция в Северной Америке — 274    |
| 6  | 29 мая 2013     | 8,4 из 10 на основе 4 рецензий | н/д                                        |
| 7  | 3 июля 2013     | 8,2 из 10 на основе 2 рецензий | н/д                                        |
| 8  | 14 августа 2013 | 8,7 из 10 на основе 3 рецензий | н/д                                        |
| 9  | 4 сентября 2013 | 7,8 из 10 на основе 3 рецензий | 3 924, позиция в Северной Америке — 358    |
| 10 | 9 октября 2013  | 9,2 из 10 на основе 2 рецензий | 3 634, позиция в Северной Америке — 395    |
| 11 | 13 ноября 2013  | 7,5 из 10 на основе 2 рецензий | н/д                                        |
| 12 | 11 декабря 2013 | 7 из 10 на основе 3 рецензий   | 3 361, позиция в Северной Америке — 366    |

### Сборники
| Название                    | Тип            | Дата выхода     | Собранный материал | Кол-во страниц | ISBN                       | Предполагаемый объём продаж (первый месяц) |
| --------------------------- | -------------- | --------------- | ------------------ | -------------- | -------------------------- | ------------------------------------------ |
| Vol. 1: Killing in the Name | Мягкая обложка | 24 апреля 2013  | Deathmatch #1-4    | 112            | 978-1608863129, 1608863123 | 851, позиция в Северной Америке — 168      |
| Vol. 2: A Thousand Cuts     | Мягкая обложка | 11 декабря 2013 | Deathmatch #5-8    | 112            | 978-1608863310, 160886331X | 508, позиция в Северной Америке — 247      |
| Vol. 3: From Alpha to Omega | Мягкая обложка | 25 июня 2014    | Deathmatch #9-12   | 112            | 978-1608863549, 1608863549 | 396, позиция в Северной Америке — 296      |

## Отзывы
На сайте Comic Book Roundup серия имеет оценку 8 из 10 на основе 43 рецензий. Келли Томпсон из Comic Book Resources, обозревая дебют, посчитала, что «Дженкинс и Магно создали очень крутую и умную историю», хотя и отнесла её к разряду клише. Её коллега Дженнифер Ченг, рецензируя второй выпуск, писала, что он «сохраняет напряжение повествования» из первого выпуска. Джим Джонсон с того же сайта рассматривал финал и отмечал, что он «полон запутанных объяснений и неправдоподобных сценариев». Лэн Питтс из Newsarama дал второму выпуску 9 баллов из 10 и сравнил комикс с другой серией от Boom! Studios под названием Irredeemable. Третьему выпуску рецензент поставил оценку 7 из 10 и написал, что он «не лишён недостатков, но и не лишён достоинств». Тони Герреро из Comic Vine вручил дебюту 4 звезды из 5 и в завершении рецензии подчёркивал, что «Пол Дженкинс даёт нам кучу новых персонажей, и хотя мы только начинаем выяснять, кто они, есть большое ощущение, что любой, кого мы встретим, может стать следующим персонажем, который умрёт».